# Boubacar Bangoura
Boubacar Bangoura, né le 5 septembre 1990 à Bamako, est un footballeur malien qui évolue au poste d'attaquant au Stade malien.

## Biographie
Boubacar Bangoura joue au Mali, en Tunisie, et en Algérie.
Il dispute plusieurs matchs en Ligue des champions d'Afrique et en Coupe de la confédération.

## Palmarès
- Champion du Mali en 2012 avec le Djoliba AC
- Vainqueur de la Supercoupe de Mali en 2012 avec le Djoliba AC